# سرگئی ایسرائیلیان
سرگئی خورنی ایسرائیلیان (ارمنی: Սերգեյ Խորենի Իսրայելյան زاده ۱۱ فوریه ۱۹۳۷ قازاخ – درگذشته ۱۶ اکتبر ۲۰۰۳ در ایروان) فیلم‌بردار و کارگردان فیلم اهل ارمنستان بود. عنوان جایزه دولتی ارمنستان شوروی (۱۹۷۵), چهره هنری شایسته ارمنستان شوروی (۱۹۷۷), هنرمند مردمی ارمنستان شوروی (۱۹۸۷) و مدال موسس خورناتسی (۱۹۹۸) به وی اعطا گردید. در ۲۵ مه ۲۰۰۳ به عنوان نمایندگی مجلس ملی جمهوری ارمنستان برگزیده می‌شود.

## نگارخانه

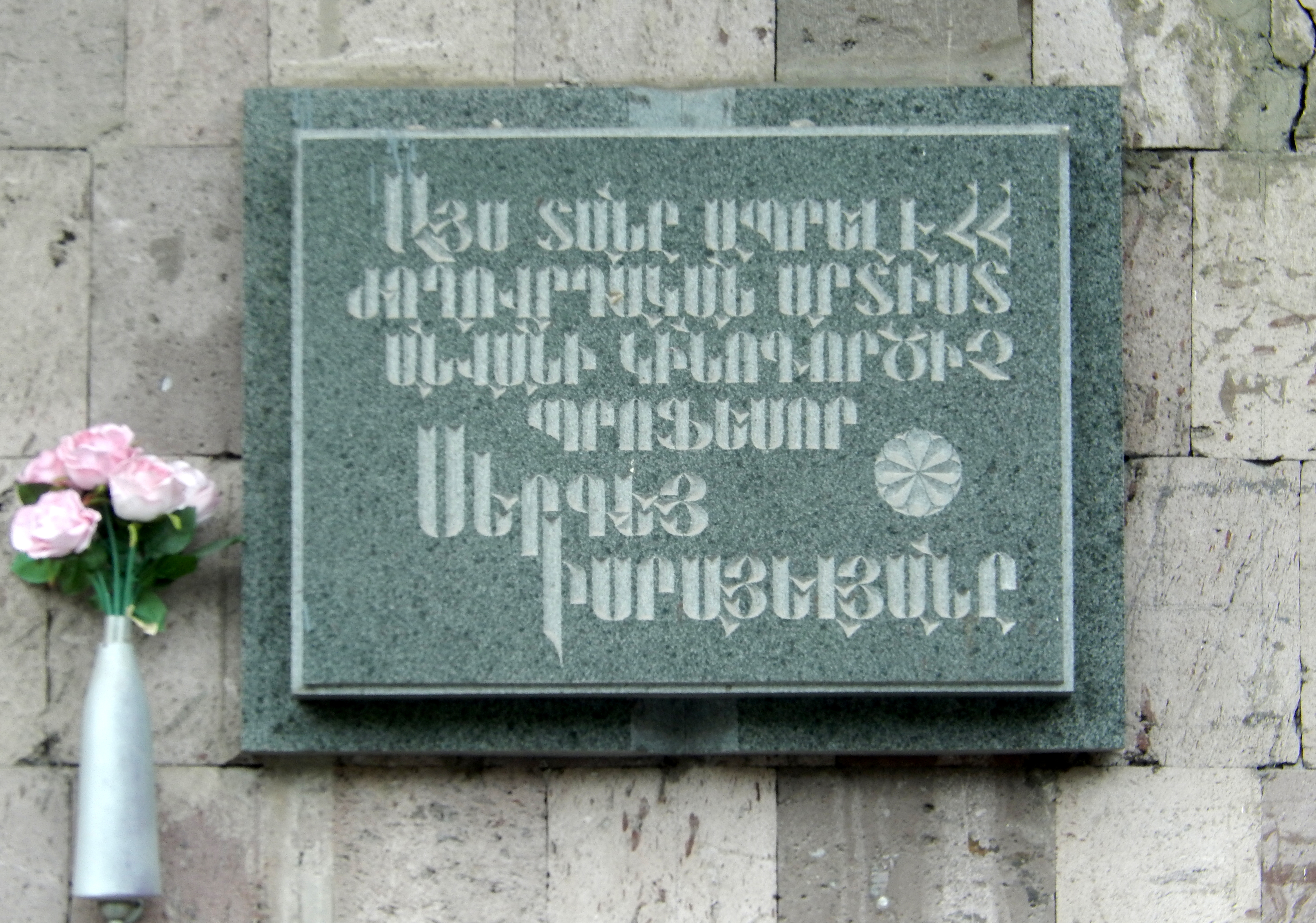

## گزیده فیلمشناسی
- گیکور (۱۹۸۲)
- مثلث (۱۹۶۷)
- پرتگاه (۱۹۷۳)
- ناهاپت (۱۹۷۷)
- آرئویک (۱۹۷۸)
- یک تکه از آسمان (۱۹۸۰)